# 松原市議会
松原市議会(まつばらしぎかい)は、大阪府松原市の地方議会である。

## 概要
- 定数:18人
- 任期:2022年8月28日-2026年8月27日
- 選挙区：市内の全域を1つの選挙区として扱う大選挙区制（単記非移譲式）
- 議長:河本晋一（2024年6月28日-）
- 副議長:依田眞美子（2024年6月28日-）

## 議員
| 会派                   | 議席 | 氏名                                     |
| ---------------------- | ---- | ---------------------------------------- |
| 公明党                 | 4    | 太田和之、藤林伸一、依田眞美子、河内徹   |
| 日本共産党             | 4    | 池田幸則、植松栄次、野口真知子、森田夏江 |
| まつばら未来           | 4    | 井上彰人、篠本雄嗣、松井育人             |
| 自由民主党・無所属の会 | 3    | 中田靖人、河本晋一、池内秀仁             |
| 大阪維新の会           | 2    | 久保貴作、鍋谷悟                         |
| 無所属                 | 1    | 村川航介                                 |

（2024年8月28日時点）